# 繊毛粘液摂食
繊毛粘液摂食（せんもうねんえきせっしょく）は、動物の餌の取り方の類型のひとつである。鰓や触手などに粘液を分泌し、微粒子状の餌を吸着させ、繊毛で口まで運んで食べる方法である。

## 概説
海産の無脊椎動物に多く見られる摂食方法である。この方法を取る動物は、鰓や触手が発達して、そこを通る水の中から微粒子状の餌を取る。濾過摂食に似ているが、餌の微粒子は漉し取られるというより、その表面にある粘液に吸着される。そうして吸着された餌は、繊毛運動によって口まで運ばれる。濾過摂食の中の形の一つとの見方もある。
海産の無脊椎動物には触手を広げ、あるいは足を掻くようにして水中のプランクトンや微粒子を食べるものがよくある。それらを濾過摂食と見なすことが多いが、そのうちのかなりのものが、そこに繊毛を持っている。
水圏の生態系においては、生物の排泄物や遺体などは分解するにつれて微細な有機物粒子となり、これに微生物が繁殖してデトリタスと呼ばれる微粒子として水中に懸濁し、あるいは水底に沈殿する。これを餌とする動物は数多く、その中にはこの摂食方法を取るものも多い。

## さまざまな形
鰓で微粒子を漉し取る、という食べ方の動物には、この形のものも多い。二枚貝類も、その一つである。彼らは入水管から外部の水を取り込み、鰓を通して出水管へと出しているが、実際には鰓を通り抜けると言うよりも、その表面を通り、その間に微粒子が吸着されるようである。
触手を広げる型としては、ホウキムシやコケムシなど、いわゆる一連の触手動物の触手冠の形を取るものがある。彼らの触手はそう大きくなく、一面に繊毛を備えている。ウミシダやウミユリの触手は、それよりはるかに大きく、骨格からなっていて、繊毛などとは縁遠そうであるが、実際には腕の上面の溝の内側に繊毛があって、水中の微粒子はここに乗って運ばれる。
外見上、大きく異なっているのが、ユムシ動物などに見られるものである。ユムシ類では、伸ばすことのできる吻があり、その片面は粘膜になっており、一面に繊毛がある。この部分を海底に広げ、沈殿するデトリタスをその表面に吸着させて集めて食べるようである。

## 生息環境とのかかわり
この摂食方法を取るものは、海に多い。淡水では、二枚貝やコケムシなど、海産のものの仲間がこれを行っている。淡水に独特のものは無いようである。

## 水質浄化に関して
このような摂食方法を取るものは、水に触れる部分で常に微粒子を吸着させ、自動的にそれを口元まで運んでいる。通常の水域では餌量はそれほど多くないから、そうやって吸着した餌を食べるだけである。しかし水中のプランクトンやデトリタスの量が多すぎる場合、必要量以上のものも粘液で固められて口元まで送られるが、これはそのまま放出してしまう。そうすると、粘液で固められた微粒子の固まりは、一見は糞のような固まりとして排出されるので、これを偽糞（ぎふん）という。
普通の水域では、餌粒子の量は多くないので、このような動物は、常に多量の海水を出し入れすることになる。例えば、カキは一時間当たり30-40リットルの水を鰓に送り届けている。そして余分な餌粒子は偽糞として放出する。つまり、それだけの量の海水中から微粒子をかき集めて固形化している訳である。したがって、二枚貝類は水の浄化に対して大きな働きを持っている。